# Harambaša

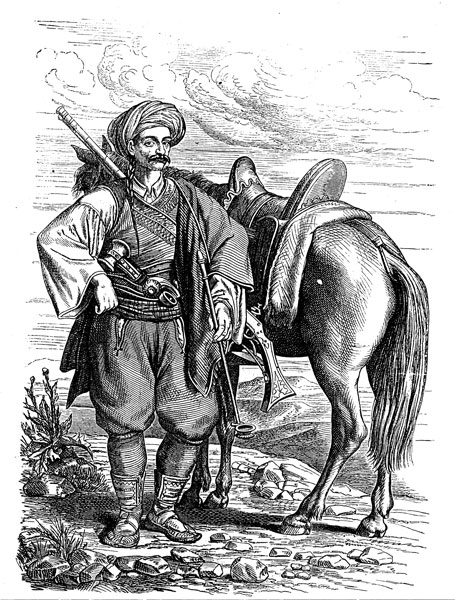

Harambaša (in serbo Харамбаша?) era il grado di comandante anziano di una banda di aiduchi (o hajduk, bande di briganti).

## Etimologia
Deriva dalla parola turca haramibaşı (capo bandito), dall'unione delle parole haram ("bandito") e baş, ("testa"), ed era adottato, come vari altri titoli turchi ottomani, nelle milizie irregolari dei ribelli montenegrini, serbi e croati (bimbaša, serdar, buljubaša).
In italiano è anche trascritto come arambassa, carambascià, arambascià e talvolta associato al grado di capitano.

## Utilizzo
- Hajduk montenegrini
- Hajduk serbi
- Frontiera militare: Serenaner, Pandur e altri.
- Rivoluzione serba, la maggior parte dei comandanti supremi erano ex harambaša
- Militari del Principato del Montenegro
- Tradizione serbo-ortodossa di Čuvari Hristovog Groba ("Custodi della tomba di Cristo") a Vrlika, Croazia

## Termini correlati
- Harambašić, cognome serbo e croato
- Ussaro, cavalleria leggera di origine ungherese in Europa, parola che significa "il migliore dei venti" o nell'etimologia slava "pirata"
- Voivoda, amministratore civile e militare dei serbi nella monarchia asburgica
- Korun Aramija, figura epica serba
- Atamano, grado militare